# Иннасент
Теккеттала Варит Иннасент (малаял. തെക്കേത്തല വറീത് ഇന്നസെൻറ്), более известный под мононимом Иннасент (4 марта 1948, Иринджалакуда, Британская Индия — 26 марта 2023, Кочин, Керала) — индийский актёр, снимавшийся в фильмах на малаялам, кинопродюсер, писатель
 и депутат Лок Сабхи.

## Биография
Родился 28 февраля 1948 года в Иринджалакуде в семье Теккеталы Варита и Маргарет. Иннасент был пятым ребенком и третьим сыном своих родителей, у которых было восемь детей.
Он бросил школу после восьмого класса и, чтобы зарабатывать, устраивал представления на улицах родного города. В начале 1970-х годов Инносент переехал в Давангере, штат Карнатака, чтобы работать на фабрике спичечных коробков своих братьев. Через некоторое время он получил должность управляющего, которая требовала частых поездок в Мадрас, который в то время был центром кинопроизводства всей Южной Индии. В 1972 году ему представился случай сыграть эпизодическую роль в фильме Nrithasala А. Б. Раджа. В последующие десять лет актёр снялся лишь в десяти фильмах, при этом большинство его ролей даже не было указано в титрах.
Тем временем дела на фабрике шли всё хуже. Иннасент был вынужден оставить работу вернуться в родной город, где начал кожевенный бизнес, а затем бизнес по аренде велосипедов, но эти начинания также не имели успеха. Тогда он стал искать своё место в политике. Иннасент стал окружным секретарем Революционной социалистической партии, а в 1979 году — членом муниципального совета своего родного города.
В 1981 году он вместе с Дэвидом Качапилли основал продюсерскую компанию Sathru Films, которая выпустила четыре фильма на малаялам.
Их первым релизом стал Vida Parayum Munpe, для финансирования съёмок которого Иннасенту пришлось заложить золотые украшения жены. Следующий фильм — Ilakkangal (1982) — представлял собой киноадаптацию рассказа, написанного М. Рагваном, старшим братом писателя М. Мукундана. В том же году компания выпустила Ormakkayi, который также, как Vida Parayum Munpe, был отмечен кинопремией штата Керала как второй лучший фильм года. А Lekhayude Maranam Oru Flashback (1983), как говорят, был основан на трагической жизни актрисы Шобы. 
В это же время начала расти востребованность Иннасента как актёра. Если до 1984 года он получал всего три-четыре роли в год, в 1985 году актёр снялся как минимум в 17, а в следующем — более чем в 30 фильмах. Во второй половине 1980-х и начале 1990-х годов в киноиндустрии малаялам ни один фильм не считался завершенным или хитом, если в нем не было Иннасента. Актёр заработал себе славу главного комика индустрии. Тем не менее в его послужном списке были и отрицательные роли, например в Mazhavilkavadi (1989) он сыграл безжалостного отца, замышляющего разлучить свою дочь с её возлюбленным, нарушив свое предыдущее обещание позволить им пожениться. За эту роль он выиграл кинопремию штата Керала. Другой важной работой в том год стала роль владельца театральной труппы Маннара Матхая в Ramji Rao Speaking. Иннасент также написал сценарии для фильмов Pavam IA Ivachan (1994) и Keerthanam (1995).
В 2000 году актёр стал президентом Association of Malayalam Movie Artists (AMMA) и оставался на этом посту в течение следующих 18 лет. Однако когда возникли различные разногласия, в частности связанные с делом о сексуальном насилии над актрисой, AMMA столкнулась с резкой критикой за предполагаемое женоненавистничество. Иннасент также получил резкую реакцию в связи с его высказываниями. В 2018 году он покинул пост президента назвав причиной ухудшение здоровья. Ранее в 2012 году ему поставили диагноз «неходжкинская лимфома».
Актёр стал кандидатом от Левого демократического фронта на всеобщих выборах в парламент 2014 года и прошел в нижнюю палату парламента с перевесом более 13 000 голосов. Ещё в 2013 он написал письмо главному министру Уммену Чанди, которое положило начало созданию института рака в Кочине. В 2015 году, накануне объявления правительством о том, что институт рака начнет функционировать с ноября того же года, у Иннасента были обнаружены признаки рецидива рака. В 2019 году он снова был выдвинут на выборы, но на этот раз проиграл.
Актёр скончался в возрасте 75 лет 26 марта 2023 года, из-за связанных с COVID-19 проблем с дыханием, которые привели к недостаточности органов и остановке сердца. У него остались жена Алиса и сын Сонет.